# Haematotrephus lanceolatum
Haematotrephus lanceolatum är en plattmaskart. Haematotrephus lanceolatum ingår i släktet Haematotrephus och familjen Cyclocoelidae. Inga underarter finns listade i Catalogue of Life.